# Molly Lamb Bobak
Pour les articles homonymes, voir Bobak (homonymie).
Molly Lamb Bobak, C.M., O.N.B., D.F.A., R.C.A., née le 25 février 1920 à Vancouver et morte le 2 mars 2014 à Fredericton est une artiste canadienne.

## Biographie
Molly Lamb Bobak nait à Vancouver, en Colombie-Britannique. Elle commence sa carrière d'artiste durant la Seconde Guerre mondiale, où elle devient artiste officielle de guerre, la première femme à occuper ce poste au pays.
Elle déménage à Fredericton, au Nouveau-Brunswick, en 1960. Elle s'implique dans la vie communautaire de la ville, où elle fait don de milliers de dollars chaque année à des sociétés de bienfaisance grâce à des encans d'œuvres d'art et elle appuie la maison de transition pour femmes.
Ses œuvres se retrouvent dans de nombreux musées dont au Musée canadien de la guerre, au Musée des beaux-arts du Canada, au Musée national des beaux-arts du Québec, au Musée des beaux-arts de l'Ontario et à la Galerie d'art Beaverbrook. Sa toile intitulée Tea Hill a été reproduite sur un timbre-poste pour souligner la fête du Canada en 1982.
Elle est l'épouse de l'artiste d'origine polonaise Bruno Bobak.

## Distinctions
Elle a été faite membre de l'Ordre du Canada le 4 mai 1995 et a reçu la médaille le 15 février 1996.
Elle a été faite membre de l'Ordre du Nouveau-Brunswick en 2002.
Elle a également reçu des diplômes honorifiques de l'Université du Nouveau-Brunswick, de l'Université St. Thomas et de l'Université Mount Allison.